# Jan van Uitkerke
Jan van Uitkerke (?, circa 1400 - Saeftingher Slot, november/december 1441) was een Zuid-Nederlands edelman in dienst van de hertogen van Bourgondië.

## Levensloop
Jan van Uitkerke was een zoon van Roeland van Uutkerke en van Margaretha van der Clite. Hij trouwde in 1427 met Bonne d'Herbaumez.
Zoals zijn vader was hij een trouwe medestander van de hertog van Bourgondië. Hij werd voor het eerst vernoemd in 1416 als medestrijder van Jan zonder Vrees,  in de strijd gevoerd in Picardië tegen de Franse koning. Hij werd bij die gelegenheid krijgsgevangen genomen.
In 1424-1425 werd hij door de hertog afgevaardigd als ambassadeur om te onderhandelen met de bisschoppen van Luik en Keulen.
Van 1425 tot 1433 nam hij samen met zijn vader deel aan de inname van de provincie Holland. Hij wordt nadrukkelijk genoemd als aanvoerder van de Kabeljauwen-Bourgondiërs bij de "tweede slag bij Alphen" (ook wel "Slag bij Gouwsluis") op 30 april 1426 tegen de Hoekse strijders van Jacoba van Beieren, hij verloor en moest vluchten. Echter was hij later van 1428 tot 1440 gouverneur van Gouda. 
In dezelfde tijd werd hij ook kapitein van Nieuwpoort. In 1436 leidde hij een actie van piraterij tegen een Spaans galjoen in de Noordzee. De kroniekschrijver Adriaan de But omschreef hem als 'vir animosus et audax'.
Vader en zoon van Uutkerke ondersteunden hertog Filips de Goede tijdens de hevige strijd met de steden Brugge en Gent in 1436-1438.
Het was dan ook nogal verbazend dat Jan van Uitkerke in het jaar 1440 plots officieel beschuldigd werd van homoseksualiteit. Er zijn geen documenten bewaard die hiervan bewijzen hebben geleverd, maar zijn veroordeling,  evenals die van twee anderen, lijken er op te wijzen dat men de beschuldiging van sodomie bewezen achtte. De hertog kwam niet tussen om deze zoon van een ridder van de Orde van het Gulden Vlies te redden en hij werd, na een proces dat 28 dagen duurde, ter dood veroordeeld, onthoofd en verbrand in het kasteel van Saaftinge, bij Hulst, in het huidige Zeeuws-Vlaanderen.
Jan overleed kinderloos. De familie, zowel zijn ouders als zijn echtgenote, werd meegesleept in de oneer die de familie trof. Dit betekende het einde van de familie van Uitkerke.